# L'Eclair
L'Eclair is een Belgisch historisch merk van motorfietsen.
Ze werden geproduceerd door Ateliers L. Lecloux in Lier.
Feitelijk bestond de motorfiets die Lecloux in 1903 produceerde uit een verstevigd fietsframe met een clip-on motortje dat voorover gekanteld op de onderste framebuis lag. Zoals indertijd gebruikelijk moest de machine aangefietst worden en werd deze met een riem aangedreven.